# Jon Garland
Pour les articles homonymes, voir Garland.
Jon Steven Garland (né le 27 septembre 1979 à Valencia, Californie, États-Unis) est un ancien lanceur droitier des Ligues majeures de baseball.
Garland a reçu une sélection au match des étoiles et a remporté la Série mondiale 2005 avec les White Sox de Chicago.

## Carrière

### White Sox de Chicago
Jon Garland est drafté le 3 juin 1997 par les Cubs de Chicago au premier tour de sélection (10e choix). Encore joueur de Ligues mineures, il est transféré le 29 juillet 1998 chez les White Sox de Chicago où il fait ses débuts en Ligue majeure le 4 juillet 2000.
De 2002 à 2004, il amorce chaque fois plus de 30 parties de son équipe et remporte chaque fois 12 victoires par saison.
Il participe au Match des étoiles de la Ligue majeure de baseball en 2005 et remporte la même année la Série mondiale avec les White Sox. Il gagne 18 parties contre 10 défaites en saison régulière, maintient une moyenne de points mérités de 3,50 en 32 départs et mène tous les lanceurs de la Ligue américaine avec 3 blanchissages. Dans la route des White Sox vers le titre mondial, Garland débute deux parties comme lanceur partant. Il lance un match complet, n'accordant que deux points sur quatre coups sûrs aux Angels de Los Angeles dans une victoire de 5-2 de Chicago lors du 3e match de la Série de championnat de la Ligue américaine. Il est envoyé au monticule face à Roy Oswalt des Astros de Houston dans la 3e partie de la Série mondiale 2005 mais ne reçoit pas de décision dans la victoire des Sox en manches supplémentaires. Garland termine 6e en 2005 au vote désignant le vainqueur du trophée Cy Young du meilleur lanceur de la Ligue américaine.
En 2006, il enchaîne avec une autre excellente saison, gagnant 18 parties à nouveau pour les White Sox. Il ne perd que 7 décisions.
En 2007, il affiche un dossier victoires-défaites perdant (10-13) mais ajoute une 6e saison de 10 matchs gagnés ou plus.

### Angels de Los Angeles

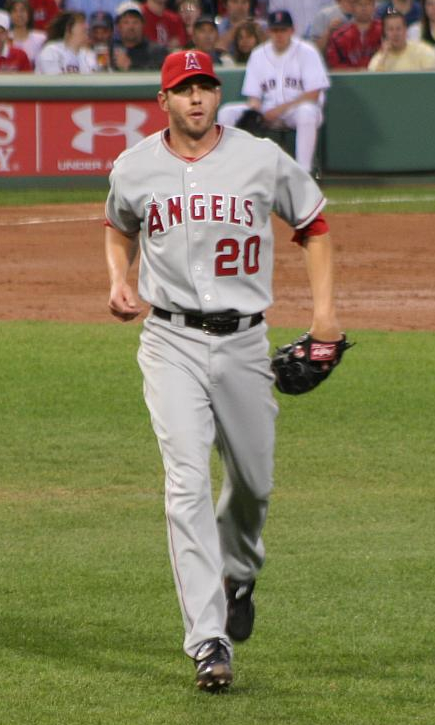
Jon Garland en 2008 à sa seule saison avec les Angels.

Après huit saisons chez les White Sox, Garland est échangé le 19 novembre 2007 aux Angels de Los Angeles d'Anaheim en retour du joueur d'arrêt-court Orlando Cabrera. Sa moyenne de points mérités (4,90) est plutôt élevée mais il remporte néanmoins 14 victoires contre 8 défaites. Ce sera sa seule saison avec le club d'Anaheim.

### Diamondbacks de l'Arizona
Jon Garland signe un contrat comme agent libre en janvier 2009 avec les Diamondbacks de l'Arizona. Après ses 27 premiers départs dans la Ligue nationale, il a une moyenne de points mérités de 4,29 avec 8 victoires et 11 défaites. Le 31 août, Garland passe aux Dodgers de Los Angeles en retour de Tony Abreu.

### Dodgers de Los Angeles
Garland termine la saison 2009 avec les Dodgers, remportant trois décisions sur cinq en six départs, avec une excellente moyenne de 2,72 points mérités alloués par partie. Son bilan pour la saison est de 11-13 avec une moyenne de 4,01 en 33 départs pour les Diamondbacks et les Dodgers.

### Padres de San Diego
En janvier 2010, Garland signe un contrat d'un an et une année d'option avec les Padres de San Diego.
À son unique saison chez les Padres, Garland mérite 14 victoires en 33 départs et sa moyenne de points mérités de 3,47 est sa meilleure depuis l'année 2005. L'année 2010 est la dernière d'une série de 9 saisons consécutives avec au moins 10 victoires. Il lance 200 manches exactement pour San Diego : en 9 ans, il n'a jamais lancé moins de 191 manches en une saison et a atteint les 200 manches de travail à 6 reprises.

### Retour chez les Dodgers
Le 26 novembre 2010, il rejoint à nouveau les Dodgers de Los Angeles, avec qui il signe un contrat pour la saison 2011 avec une année d'option pour 2012. Il n'amorce que 9 parties durant la saison 2011 et ne remporte qu'une décision sur six. Sa moyenne de points mérités s'élève à 4,33 en 54 manches au monticule. Il est opéré à l'épaule en juillet, ce qui met un terme à sa saison.

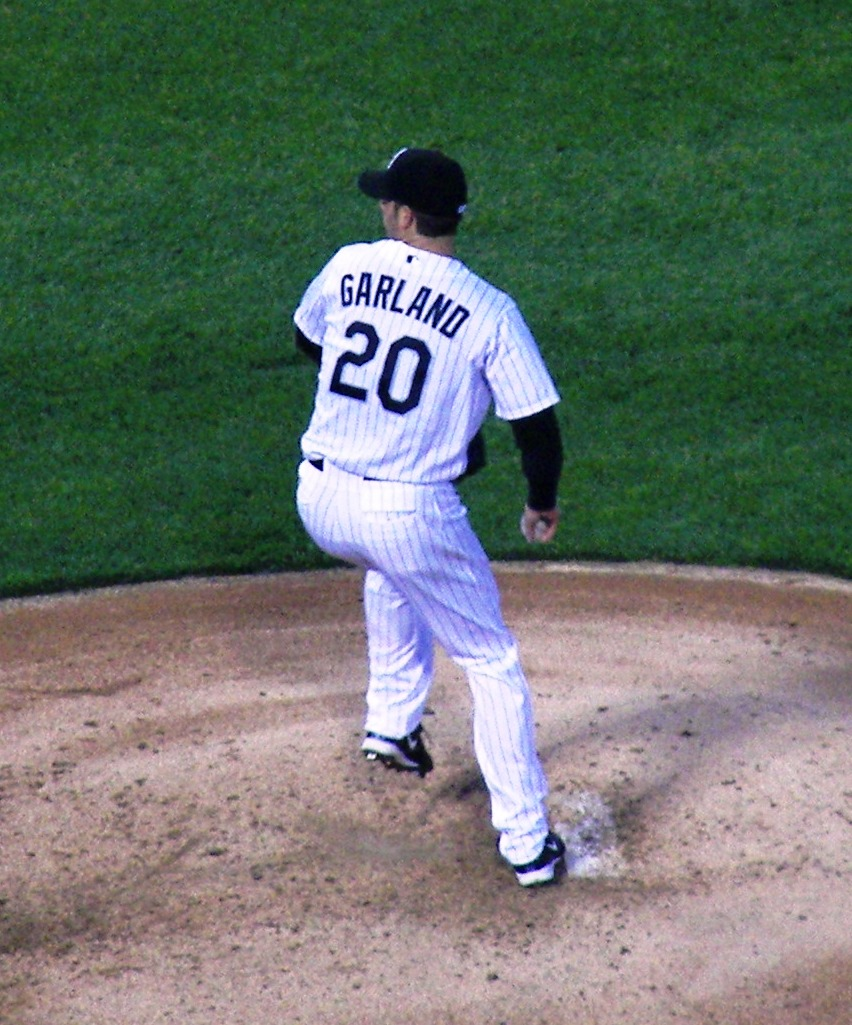
Jon Garland évolue huit saisons pour les White Sox de Chicago.

Le 13 février 2012, le vétéran signe un contrat des ligues mineures avec les Indians de Cleveland. Sa blessure à l'épaule survenue en 2011 le tient à l'écart du jeu toute la saison 2012 et il ne joue pas pour les Indians

### Rockies du Colorado
Le 12 février 2013, Garland signe un contrat des ligues mineures avec les Mariners de Seattle. Il effectue quatre départs au camp d'entraînement des Mariners et maintient une belle moyenne de points mérités de 2,25. Il demande cependant d'être libéré de son contrat lorsqu'il apprend qu'il n'a pas été retenu dans la rotation de lanceurs partants des Mariners pour la saison sur le point de s'amorcer. L'équipe acquiesce à sa requette et le 24 mars, Garland rejoint les Rockies du Colorado.